# Riksmötet 1989/1990
Riksmötet 1989/90 var Sveriges riksdags verksamhetsår 1989–1990. Det pågick från riksmötets öppnande den 3 oktober 1989 till riksmötets avslutning den 13 juni 1990.
Riksdagens talman under riksmötet 1989/90 var Thage G. Peterson (S).